# Relativistički mlaz
Relativistički mlaz (eng. relativistic jet) je iznimno snažan mlaz čestica i zračenje iz aktivne galaksijske jezgre.
Vrlo su uobičajena pojava visokoenergijskog svemira. Pojavljuju se kod aktivnih galaktičkih jezgara, poput IC 310, ali to nije jedino izvorište. Pojavljuju se i kod provala gama-zraka i kod mikrokvazara. Nastanak relativističkim mlazova još uvijek nije u potpunosti poznat. Boljem razumijevanju formiranja mlazova pomoglo je otkriće kolaboracije MAGIC 2014. prigodom promatranja galaksije IC 310 pomoću dvaju teleskopa promjera 17 m smještenih na kanarskom otoku La Palma.